# Honoré Daumier

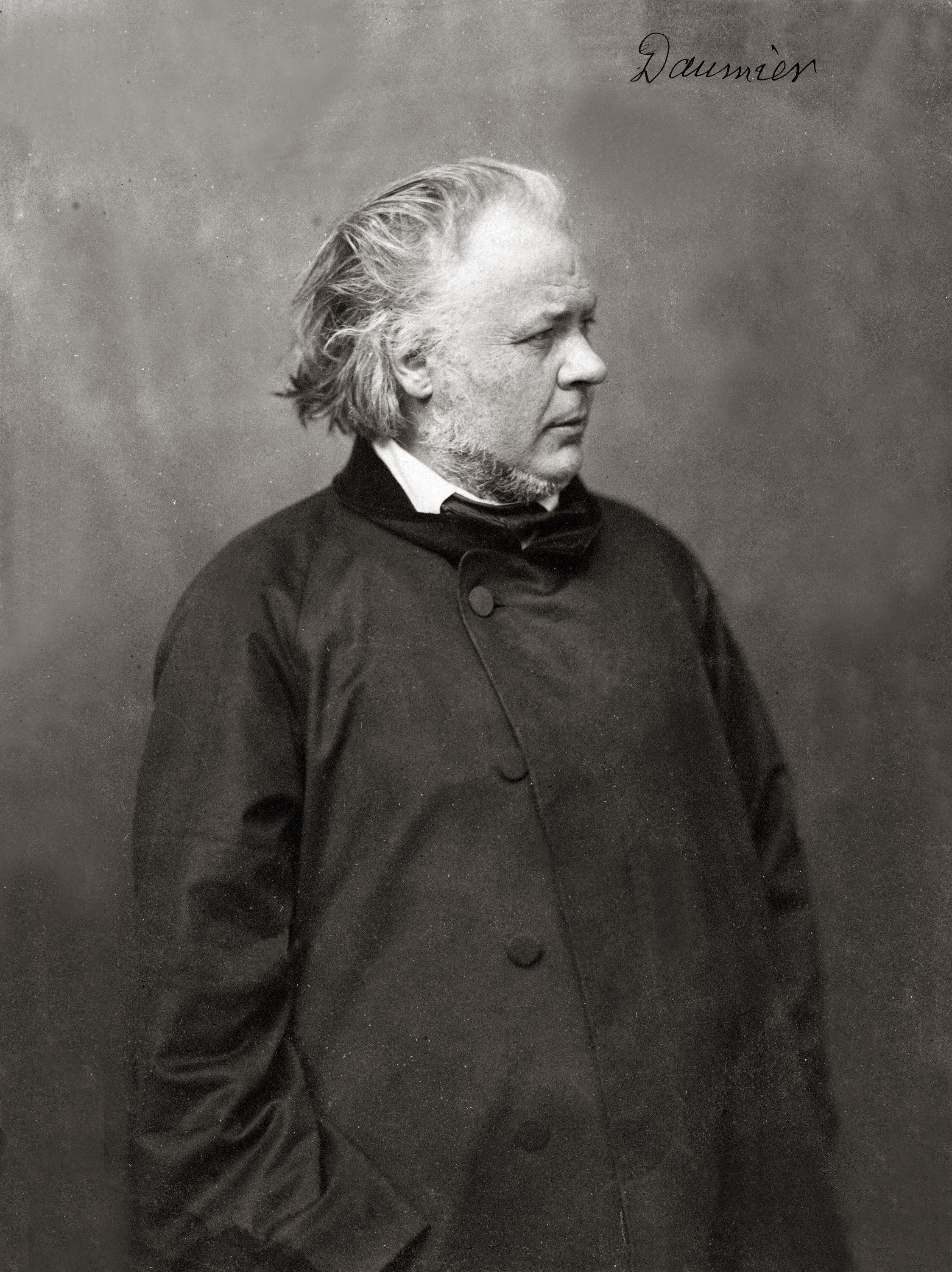
Daumier, gefotografeerd door Nadar

Honoré Daumier (Marseille, 26 februari 1808 – Valmondois, 10 februari 1879) was een Franse graficus, karikaturist, schilder en beeldhouwer.

## Leven en werk
Tijdens zijn leven stond Daumier vooral bekend als politiek en sociaal satiricus. Na zijn dood begon men ook de esthetische kwaliteit van zijn grafische werk, schilderijen en beeldhouwwerken in te zien.
Daumier begon zijn loopbaan als graficus na een opleiding tot lithograaf. In 1832 werd hij wegens majesteitsschennis voor zes maanden gevangengezet vanwege een kritische, satirische prent van Lodewijk Filips van Frankrijk, die hij als Gargantua afbeeldde. 
Vanaf het einde van de jaren veertig werkte hij vaker in water- en olieverf en veel minder in de lithografietechniek.
In de zeventiger jaren ging zijn zicht achteruit en in 1873 was hij bijna blind. Daumier werd bewonderd door Camille Corot (die hem van de armoede redde toen hij blind was geworden), Eugène Delacroix, Charles Baudelaire, Honoré de Balzac en veel 20e-eeuwse expressionisten.
Een olieverfschilderij van Daumier, Christus en zijn apostelen, maakt deel uit van de collectie van het Rijksmuseum in Amsterdam.
Daumiers spotprenten op advocaten en rechters zijn nog steeds zeer populair onder juristen en sieren menige advocatenpraktijk. Meer dan 7500 werken van Daumier worden behouden in het Hammer Museum in Los Angeles.

## Galerij

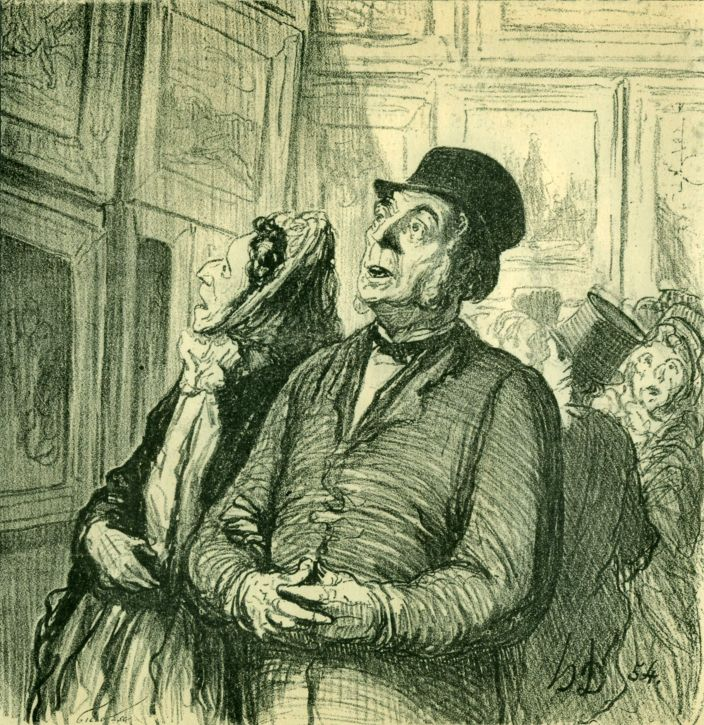
Dimanche au musée
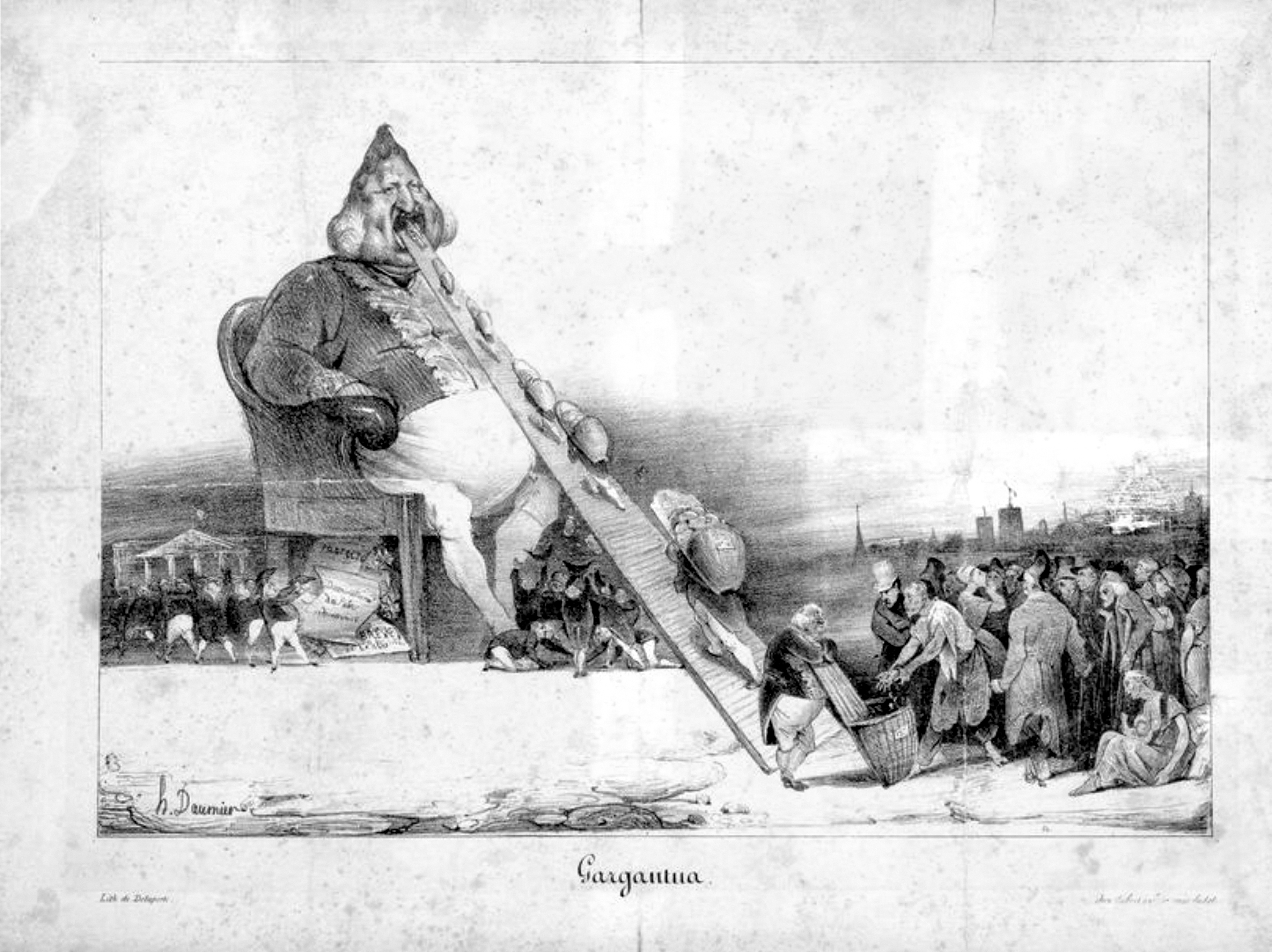
Filips I van Frankrijk als Gargantua, 1831 (gepubliceerd in La Caricature)
Les Poires, 1834
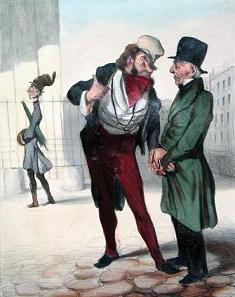
Robert Macaire, agent d'affaires, 1840 (litho)
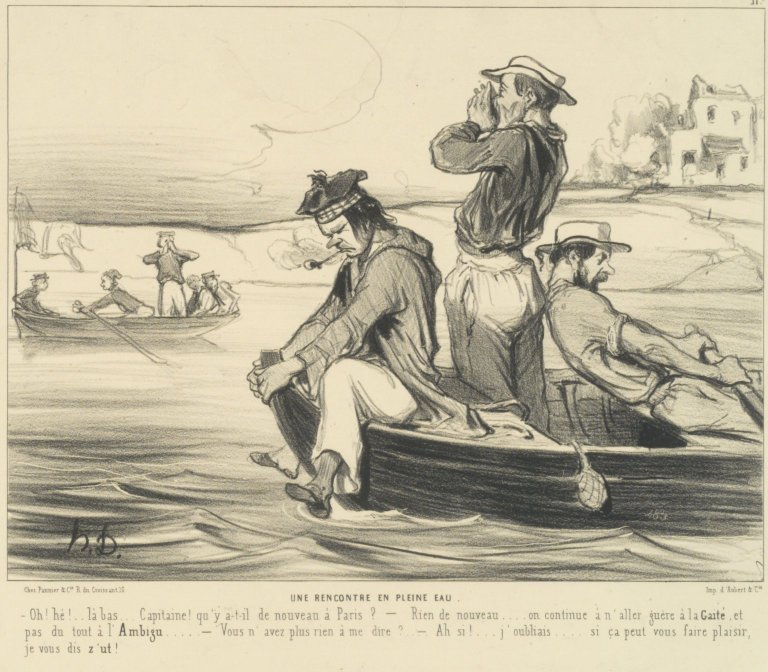
Une Rencontre en pleine eau, 1843, Brooklyn Museum, New York
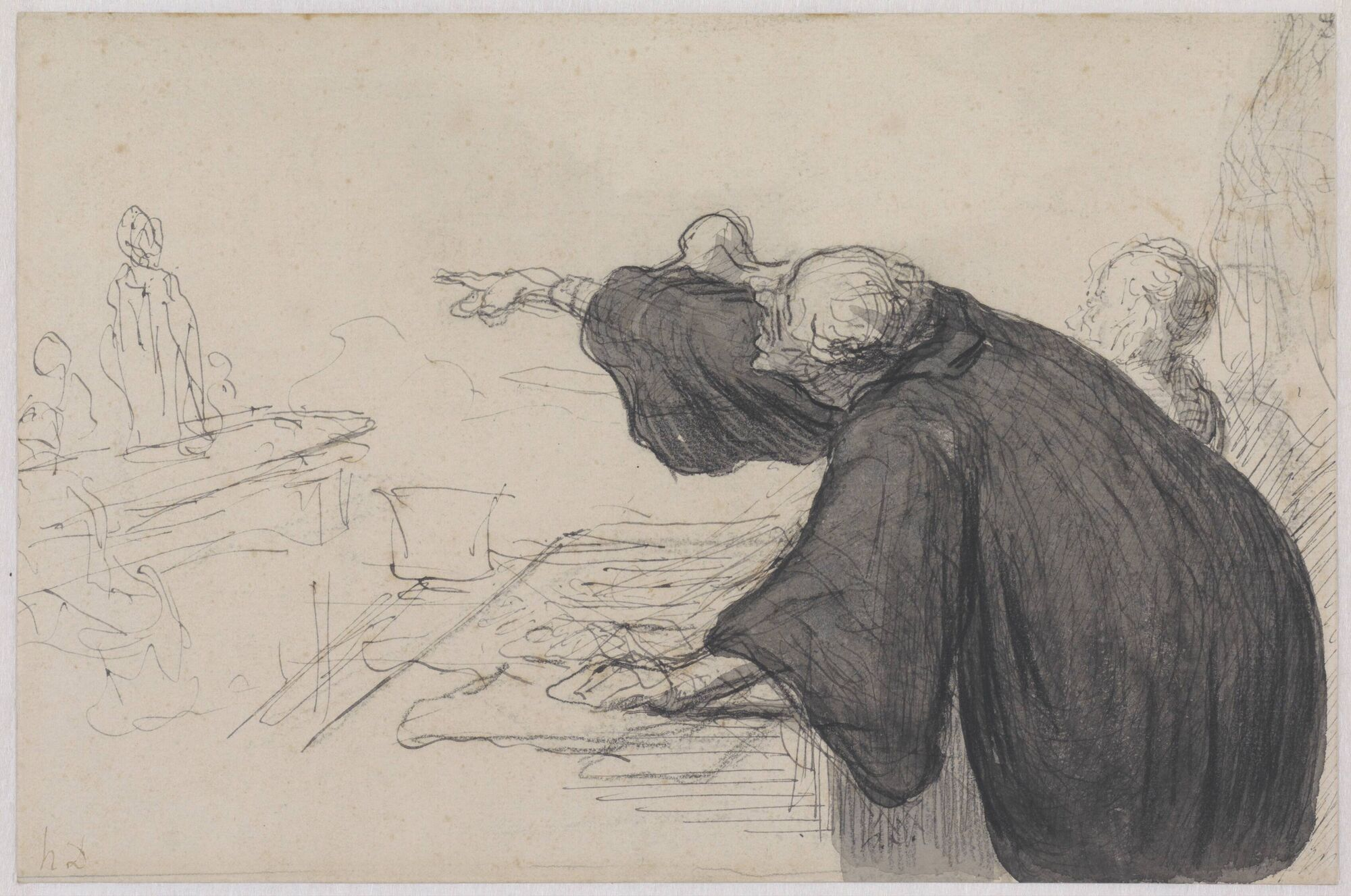
L'argument décisif, ca. 1860/70, Museum Boijmans Van Beuningen, Rotterdam
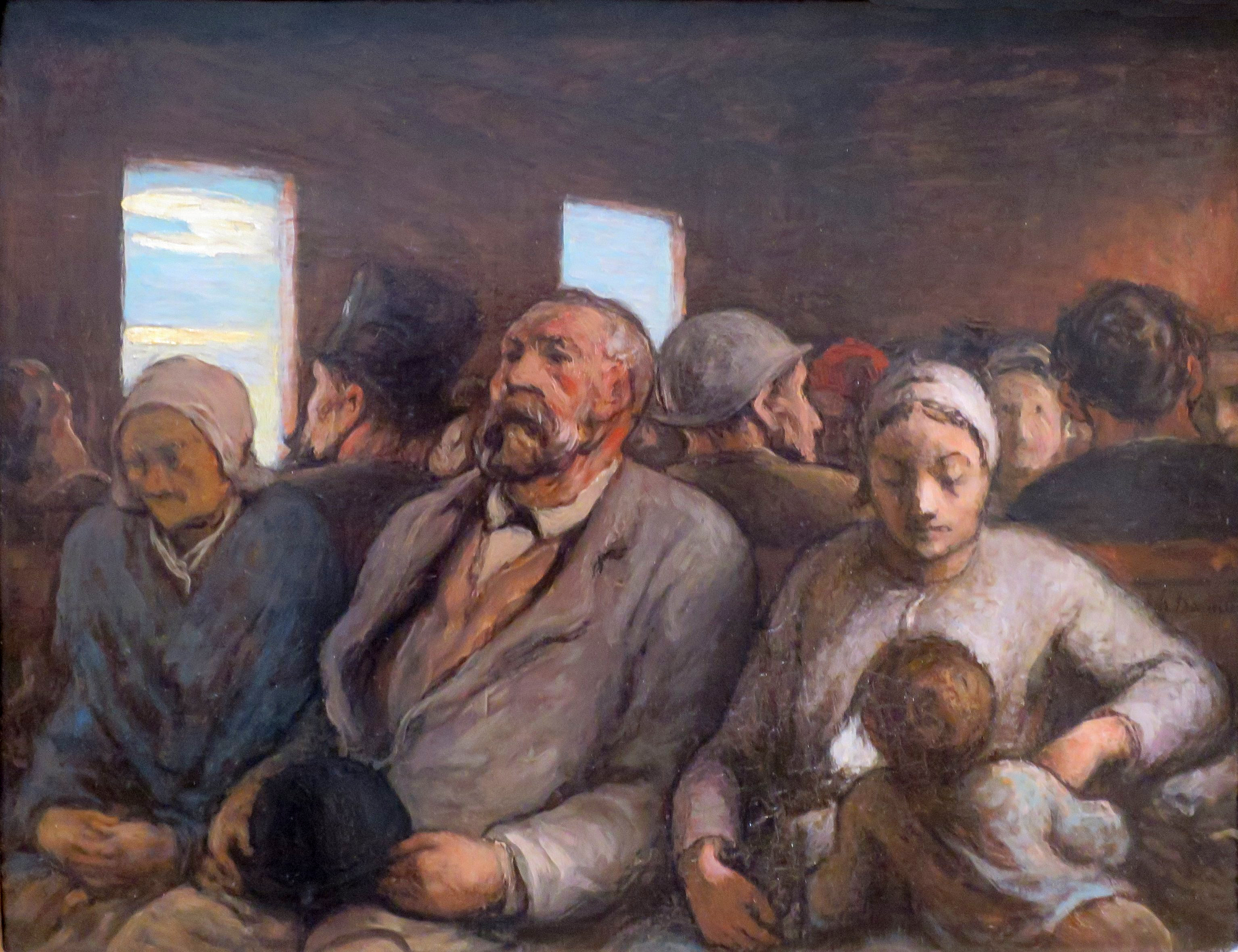
Le Wagon de troisième classe, 1864, National Gallery of Canada